# Мансур, Хуан Луис
Хуан Луис Мансур (исп. Juan Luis Manzur; род. 8 января 1969, Сан-Мигель-де-Тукуман) — аргентинский государственный и политический деятель. Член Хустисиалистской партии, Глава Кабинета министров Аргентины при президенте Альберто Фернандесе в 2021—2023 годах. Ранее занимал должность министра здравоохранения Аргентины с 2009 по 2015 год и губернатора провинции Тукуман с 2015 по 2021 год и с 15 февраля 2023 года по настоящее время.

## Ранний период жизни
Родился в Сан-Мигель-де-Тукумане в семье католика-маронита из Ливана и матери-аргентинки. Получил медицинскую степень в Национальном университете Тукумана и прошёл ординатуру в государственной больнице Альварес в Буэнос-Айресе. Позже получил степень магистра в области управления системами здравоохранения и услугами в Университете Буэнос-Айреса.

## Политическая карьера
После пребывания на  должности заместителя министра здравоохранения провинции Сан-Луис в 2002 году был назначен министром здравоохранения муниципалитета Ла-Матанса, западного, преимущественно рабочего пригорода аргентинской столицы. Рекомендованный министром здравоохранения страны Хинесом Гонсалесом Гарсией, был назначен министром здравоохранения провинции Тукуман новым губернатором Хосе Альперовичем в 2003 году. Вскоре заслужил одобрение на своем посту, который курировал общественное здравоохранение в одной из наименее развитых провинций Аргентины. Один из критериев общественного здравоохранения, уровень младенческой смертности, упал с 23 на 1000 рождений (на 40 % выше среднего показателя по стране) в 2003 году до 13 в 2006 году (что соответствует среднему показателю по стране). Уровень перинатальной смертности также снизился за тот же период в Тукумане с 24 до 18 на 1000 рождений. Эти достижения помогли заручиться согласием губернатора Хосе Альперовича выдвинуть кандидату на переизбрание в 2007 году.

### Министр здравоохранения
1 июля 2009 года был приведён к присяге, на следующий день после объявления чрезвычайной ситуации в области общественного здравоохранения из-за обострения эпидемии вируса H1N1 («свиной грипп»), в результате которой погибло 44 человека. После этого его пребывание в должности будет сосредоточено на расширении иммунизации детей, детской профилактической медицине, диагностике целиакии и папилломавирусов, мобильном здравоохранении, доступе к трансплантации органов и программах отказа от курения. Стойкая оппозиция со стороны Католической церкви в Аргентине вынудила его отказаться от шагов по защите репродуктивных прав женщин, отменив предложения 2010 года, которые гарантировали бы доступ к легальным абортам.
Ушёл с должности министра здравоохранения в феврале 2015 года, чтобы занять пост вице-губернатора провинции Тукуман, и ожидалось, что он станет преемником губернатора Хосе Альперовича на региональных выборах в конце года.

### Глава Кабинета
20 сентября 2021 года был назначен главой Кабинета министров президентом Альберто Фернандесом, сменив на этой должности Сантьяго Кафьеро. Назначение стало частью перестановок в кабинете министров после неудачных результатов правительства на первичных выборах в законодательные органы 2021 года. Не ушёл в отставку с должности губернатора Тукумана, а вместо этого взял перерыв, а вице-губернатор Освальдо Хальдо стал временно исполняющим обязанности.
Занимал этот пост до середины февраля 2023 года. После ухода в отставку вернулся ев должность губернатора Тукумана.